# Okrug Santa Fe, Novi Meksiko
| Santa Fe                                                   | |
| Zemljovid Novog Meksika s označenim okrugom Santa Feom.    | |
| Zemljovid SAD s označenom saveznom državom Novim Meksikom. | |
| Osnovan:                                                   | 1852.                                                                                                   |
| Sjedište:                                                  | Santa Fe                                                                                                |
| Najveće naselje:                                           | Santa Fe                                                                                                |
| Površina:                                                  | 4.949 km2                                                                                               |
| Br. stanovnika (2010.):                                    | 144.170                                                                                                 |
| Kongresni okrug:                                           | 1., 3.                                                                                                  |
| Vremenska zona:                                            | Stjenjačko vrijeme: UTC-7/-6                                                                            |
| Službene stranice:                                         | http://www.co.santa-fe.nm.us/ Arhivirana inačica izvorne stranice od 18. ožujka 2017. (Wayback Machine) |

Santa Fe je okrug u američkoj saveznoj državi Novom Meksiku.

## Stanovništvo
Prema popisu stanovništva 2010., stanovnici su 76,2% bijelci, 0,9% "crnci ili afroamerikanci", 3,1% "američki Indijanci i aljaskanski domorodci", 1,2% Azijci, 0,1% Havajci ili tihooceanski otočani, 3,6% dviju ili više rasa, 14,9% ostalih rasa. Hispanoamerikanaca i Latinoamerikanaca svih rasa bilo je 50,6%.

## Vanjske poveznice
- Postal History Poštanski uredi u okrugu Santa Feu, Novi Meksiko